# Stella Hackel Sims
Pour les articles homonymes, voir Hackel et Sims.
Stella Bloomberg Hackel Sims (née le 27 décembre 1926) est une avocate et femme politique américaine qui est la 32e directrice de la Monnaie des États-Unis de 1977 à 1981.

## Jeunesse et études
Stella Hackel Sims est née Stella Bloomberg en 1926 à Burlington, dans le Vermont. Elle étudie à l'université du Vermont, où elle obtient son diplôme en 1945, et à l'école de droit de l'université de Boston, où elle reçoit le titre de Juris Doctor en 1948.

## Carrière
En 1957, elle est élue grand juré (procureur du tribunal municipal) de Rutland, dans le Vermont, poste qu'elle occupe jusqu'en 1963. De 1963 à 1973, elle est commissaire du département de la sécurité de l'emploi du Vermont. En 1971 et 1972, elle est également présidente de l'Interstate Conference of Employment Security Agencies (Conférence inter-États des agences de sécurité de l'emploi).
En 1974, elle est élue par le parti démocrate au poste de trésorier de l'État du Vermont et exerce un mandat, de 1975 à 1977. Elle est candidate démocrate à l'élection du gouverneur du Vermont en 1976, perdant l'élection générale face à Richard A. Snelling (en).
En 1977, le président Jimmy Carter la nomme directrice de la Monnaie des États-Unis, poste qu'elle occupe de novembre 1977 à avril 1981. À ce titre, elle supervise la création du dollar Susan B. Anthony en 1979. Elle s'attire la controverse des historiens et des numismates lorsqu'elle ordonne la destruction des archives de la Monnaie en 1978.

## Vie privée
En 1949, elle épouse Donald H. Hackel (1925-1985). Après la mort de son premier mari, elle épouse le Dr Arthur I. Sims et se fait connaître sous le nom de Stella Hackel Sims. Arthur Sims décède en 2006. Sims prend sa retraite en 1988 et s'installe à Arlington, en Virginie, et à Naples, en Floride.